# The Wrong Place
A The Wrong Place (magyarul: A rossz hely) a Hooverphonic flamand együttes dala, mellyel Belgiumot képviselték a 2021-es Eurovíziós Dalfesztiválon Rotterdamban. A dal belső kiválasztás során nyerte el a dalversenyen való indulás jogát.

## Eurovíziós Dalfesztivál
2019. október 1-jén vált hivatalossá, hogy a flamand műsorsugárzó a Hooverphonicot választotta ki Belgium képviseletére a 2020-as Eurovíziós Dalfesztiválon. Március 18-án az Európai Műsorsugárzók Uniója bejelentette, hogy 2020-ban nem tudják megrendezni a versenyt a COVID–19-koronavírus-világjárvány miatt. A flamand műsorsugárzó jóvoltából az együttes lehetőséget kapott az ország képviseletére a következő évben egy új versenydallal. A dalt 2021. március 4-én mutatták be először az MNM rádió reggeli műsorában, majd a dalfesztivál hivatalos YouTube-csatornáján.
Az Eurovíziós Dalfesztiválon a dalt először a május 18-án rendezett első elődöntőben adják elő, a fellépési sorrendben tizenegyedikként, a Horvátországot Albina Tick-Tock című dala után és az Izraelt képviselő Eden Alene Set Me Free című dala előtt. Az elődöntőből a kilencedik helyezettként sikeresen továbbjutottak a május 22-i döntőbe, ahol fellépési sorrendben negyedikként léptek fel, a Horvátországot Albina Tick-Tock című dala után és az Izraelt képviselő Eden Alene Set Me Free című dala után és az Oroszországot képviselő Manizha Russian Woman című dala előtt. A szavazás során a zsűri szavazáson összesítésben tizenharmadik helyen végeztek 71 ponttal, míg a nézői szavazáson huszonkettedik helyen végeztek 3 ponttal, így összesítésben 74 ponttal a verseny tizenkilencedik helyezettjei lettek.